# Zarzosa
Zarzosa è un comune spagnolo di 11 abitanti situato nella comunità autonoma di La Rioja.